# Chema Madoz
José María Rodríguez Madoz, más conocido como Chema Madoz (Madrid, 20 de enero de 1958), es un fotógrafo español, Premio Nacional de Fotografía en el año 2000.

## Biografía
Chema Madoz nació en 1958 en Madrid. Entre los años 1980 y 1983 cursó Historia del Arte en la Universidad Complutense de Madrid que simultaneó con los estudios de fotografía en el Centro de Enseñanza de la Imagen. 
La Real Sociedad Fotográfica de Madrid expuso la primera muestra individual del autor en el año 1984. En 1988 la Sala Minerva del Círculo de Bellas Artes (Madrid) inauguró su programación de fotografía con una exposición de sus trabajos. Dos años después, en 1990, comenzó a desarrollar el concepto de objetos, tema constante en su fotografía hasta la fecha. En 1991 el Museo Nacional Centro de Arte Reina Sofía mostró la exposición «Cuatro direcciones: fotografía contemporánea española» que llevará de manera itinerante por varios países. Algunas fotografías de Madoz forman parte de esta exposición. Ese mismo año recibió el Premio Kodak. En 1993 recibió la Bolsa de Creación Artística de la Fundación Cultural Banesto.
La Editorial Art-Plus de Madrid editó en 1995 su primera monografía: el libro Chema Madoz (1985 - 1995). Tres años más tarde es la Editorial Mestizo, A. C., de Murcia quien le publica un tomo al artista, el libro titulado Mixtos - Chema Madoz.
En 1999 el Centro Gallego de Arte Contemporáneo de Santiago de Compostela mostró la exposición individual de trabajos realizados entre 1996 y 1997. A finales de ese año, el Museo Nacional Centro de Arte Reina Sofía le dedicó la exposición individual «Objetos 1990 - 1999», que se configura como la primera muestra retrospectiva que este museo dedica a un fotógrafo español en vida.
En el 2000 el fotógrafo madrileño recibió el Premio Nacional de fotografía. Ese mismo año la Bienal de Houston Fotofest le reconoció como «Autor destacado». Su obra sobrepasa las fronteras españolas llegando no solo a la ciudad norteamericana, sino también hasta el Château d’Eau de Toulouse (Francia). Ese año recibió el premio Higashikawa en Japón.

## Premios
- 1991: Premio Kodak.
- 2000: Premio Nacional de Fotografía de España.[5][6]
- 2000: Premio Higashikawa Overseas Photographer del Higashikawa PhotoFestival (Japón).
- 2000: Premio PhotoEspaña.
- 2014: Premio de Fotografía Piedad Isla.[7]